# 祥記馮祥
祥記馮祥建築有限公司是一間香港前上市公司。主要業務為作為建築公司及維修保養工程之承辦商。
在1970年代，由馮祥先生創立，最初承包香港房屋委員會公屋基建，但由於前母公司馮祥記集團（瀚智集團（0516.HK）前身）出現嚴重虧損，加上香港承建業出現市場競爭、經濟不景，因此要出售股權予台灣鹿港辜家。
2024年3月1日，母公司馮祥記宣佈清盤，大約有120名直接僱用的員工受影響。

## 承建項目
- 天平邨三期（包括安盛苑）
- 運頭塘邨二期（包括德雅苑）
- 天瑞邨二及四期（包括天愛苑）
- 煜明苑
- 拆卸調景嶺寮屋區工程
- 尚德邨三期（包括寶明苑）
- 錦泰苑一期
- 前逸東苑（30區三期）
- 景怡峯
- 䨇寓
- 日出康城第11期前期工程
- 薈藍

## 外部連結
- 官方网站
- 本公司被房委會警告如下 （页面存档备份，存于）
- 馮祥白手興家，自言重誠信？！ （页面存档备份，存于）
- 本公司被環境保護署檢控如下